# Kepler-78
Kepler-78 (anteriormente conocida como KIC 8435766) es una estrella de magnitud 12 a 407 años luz (125 pársecs) de distancia, en la constelación del Cisne. Inicialmente clasificada como una binaria eclipsante con un período orbital de 0,710015 días, posteriormente fue reclasificada como una estrella única con una interacción significativa entre la magnetosfera estelar y un planeta cercano.
El radio de la estrella es de aproximadamente el 74 % del Sol y su temperatura efectiva es de unos 5100 K.

## Sistema planetario
El sistema planetario Kepler-78 está compuesto por un planeta conocido llamado Kepler-78b, un planeta ligeramente más grande que la Tierra con una órbita extremadamente cercana a su estrella anfitriona. El período orbital de este planeta es de aproximadamente 8,5 horas debido a su proximidad a su estrella. Si bien tiene una densidad similar a la de la Tierra (5,57 g/cm³), su temperatura superficial oscila entre 1300 y 1500 K.
| Planeta | Masa            | Semieje mayor (UA) | Periodo orbital (días)    | Excentricidad | Inclinación | Radio            |
| ------- | --------------- | ------------------ | ------------------------- | ------------- | ----------- | ---------------- |
| b       | ~1.68 ± 0.27 M⊕ | 0.009 01           | 0.355 007 45±0.000 000 08 | 0             | 75.2 °      | 1.201 ± 0.028 R⊕ |